# Wesołowo (Płośnica)
Wesołowo (deutsch Wessolowo) ist ein untergegangener Ort in der polnischen Woiwodschaft Ermland-Masuren im Gebiet der Gmina Płośnica (Landgemeinde Heinrichsdorf) im Powiat Działdowski (Kreis Soldau).
Die Ortsstelle von Wesołowo liegt südlich des Mühlenfließes (polnisch Płośniczanka) im Südwesten der Woiwodschaft Ermland-Masuren, 26 Kilometer südwestlich der früheren Kreisstadt Neidenburg (polnisch Nidzica) bzw. elf Kilometer nordwestlich der heutigen Kreismetropole Działdowo (deutsch Soldau i. Ostpr.).
Der Gutsort Wesselowo (vor 1820 Wessolowen) wurde 1565 gegründet. 1874 wurde der Gutsbezirk in den Amtsbezirk Ruttkowitz (polnisch Rutkowice) im ostpreußischen Kreis Neidenburg aufgenommen. Im Jahre 1910 zählte Wessolowo 34 Einwohner.
Aufgrund seiner Lage im Soldauer Gebiet musste der Amtsbezirk Ruttkowitz entsprechend den Bestimmungen des Versailler Vertrages an Polen abgetreten werden. Das erfolgte am 10. Januar 1920. Die Dörfer des Amtsbezirks Ruttkowitz wurden in die neu gebildete Landgemeinde Płośnica eingegliedert, die 1939 zum Deutschen Reich kam, die deutsche Namensform Heinrichsdorf erhielt und 1940 in den Amtsbezirk Heinrichsdorf im Kreis Neidenburg umgewandelt wurde.
Mit dem gesamten südlichen Ostpreußen kam Wessolowo 1945 wieder zu Polen. Als Wesołowo wurde der Ort wurde wohl nur kurzfristig besiedelt, dann aber in den 1950er Jahren schon nicht mehr genannt. Er gilt heute als untergegangen. Seine Ortsstelle liegt im Bereich der Gmina Płośnica (Landgemeinde Heinrichsdorf) im Powiat Działdowski (Kreis Soldau) und ist sowohl von Płośnica als auch von Rutkowice über Landwege erreichbar.
Bis 1945 war Wessolowo resp. Wesołowo in die evangelische Kirche Heinrichsdorf (Kreis Neidenburg) in der Kirchenprovinz Ostpreußen der Kirche der Altpreußischen Union bzw. – nach 1920 – in der Diözese Działdowo der Unierten Evangelischen Kirche in Polen eingepfarrt. Katholischerseits gehörte der Ort zur Pfarrei Groß Przellenk (polnisch Przełęk).